# 顺吞·巴塔马冯
顺吞·巴塔马冯（1911年？月？日—1985年？月？日），是老挝王国内阁总理，老挝皇家武装部队陆军参谋长。